# Fred VanVleet
Fredderick Edmund VanVleet, detto Fred (Rockford, 25 febbraio 1994), è un cestista statunitense, professionista nella NBA con gli Houston Rockets.

## Biografia
Nato e cresciuto nell'Illinois, nel 1999 suo padre è morto assassinato. La madre di Fred si chiama Susan e ha un fratello di nome Darnell.
È sposato con Shontay Neal, da cui ha avuto il 29 gennaio 2018 una figlia di nome Sanaa, e il 20 maggio 2019 un figlio di nome Fred jr., nato durante la gara-4 di playoffs contro i Milwaukee Bucks in cui ha segnato 13 punti.

## Caratteristiche tecniche
Impiegabile sia come playmaker che come guardia, è un buon tiratore da 3 punti. Al contempo è abile pure come difensore.

## Carriera

### High school
VanVleet inizia la sua carriera da cestista alla Auburn High School di Rockford nell'Illinois dove nel suo anno da senior viene selezionato tra i migliori 12 giocatori dello stato dal Chicago Sun Times e dal Chicago Tribune. Nel 2012 VanVleet conduce la squadra della scuola alle finali statali, prima volta dal 1975, nelle quali la formazione ottiene il terzo posto.

### College

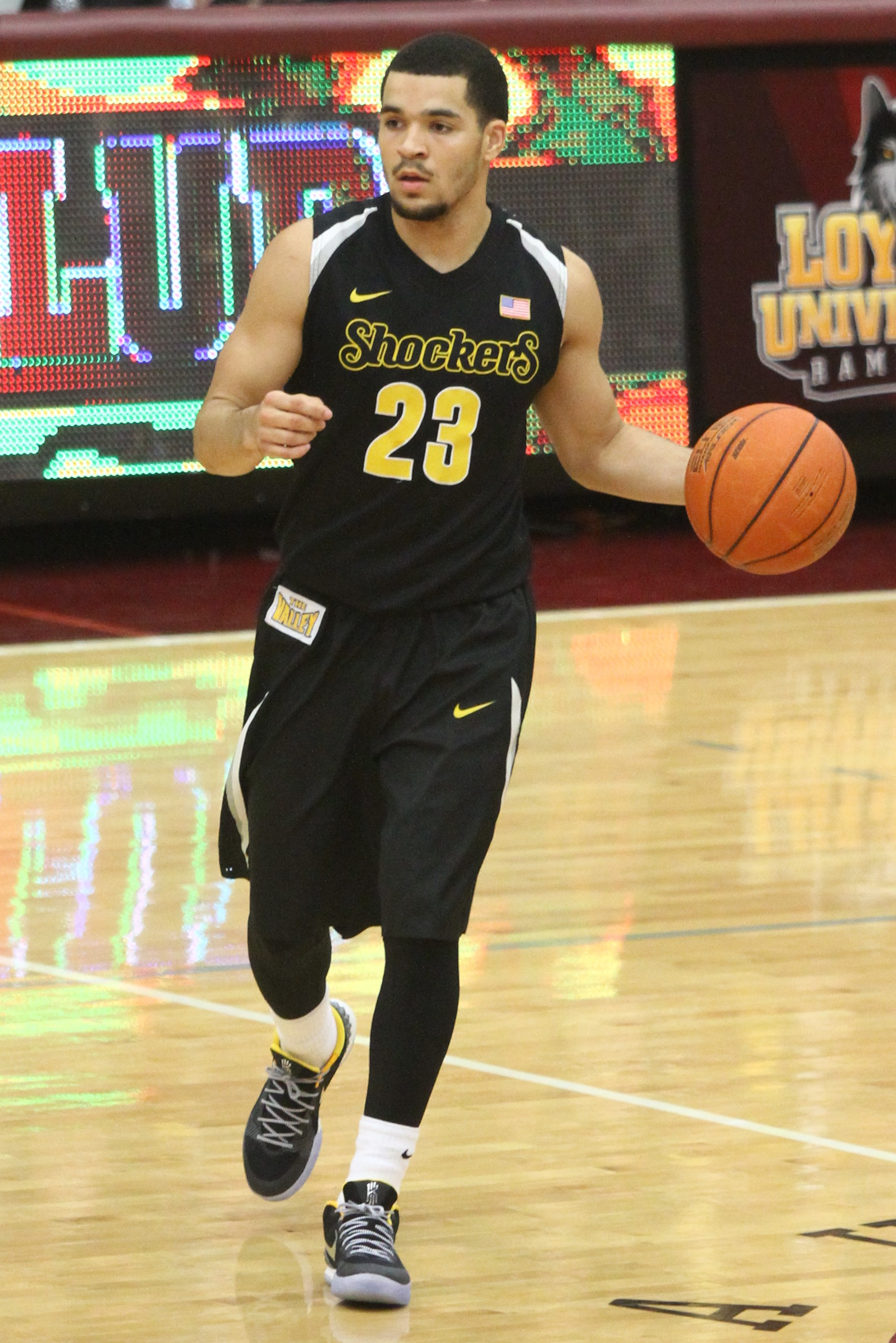
Van Vleet in azione con i

Avendo accettato l'offerta proposta dalla Wichita State University VanVleet chiude il suo anno da freshman con 4,3 punti e 2,3 assist a partita, contribuendo però a far raggiungere alla squadra le final four del torneo NCAA del 2013 grazie anche ai suoi 12 punti messi a segno nella fase delle 'Elite Eight' contro l'Ohio State University.
Nel suo anno da Sophomore VanVleet migliora la sua media sia in punti (11,6) che in assist (5,4) contribuendo a far concludere la stagione degli Shockers con un record di 35 vittorie e 1 sconfitta.
Le cifre migliorano ancora nel suo anno da Junior toccando i 13,6 punti a partita e 5,2 rimbalzi, cifre che però non basteranno alla squadra per vincere il torneo; infatti gli Shockers vengono eliminati dalla University of Notre Dame nelle semifinali del Midwest.
VanVleet chiude il suo ultimo anno universitario con 12,2 punti e 5,5 rimbalzi.

### NBA

#### Toronto Raptors (2016-2023)

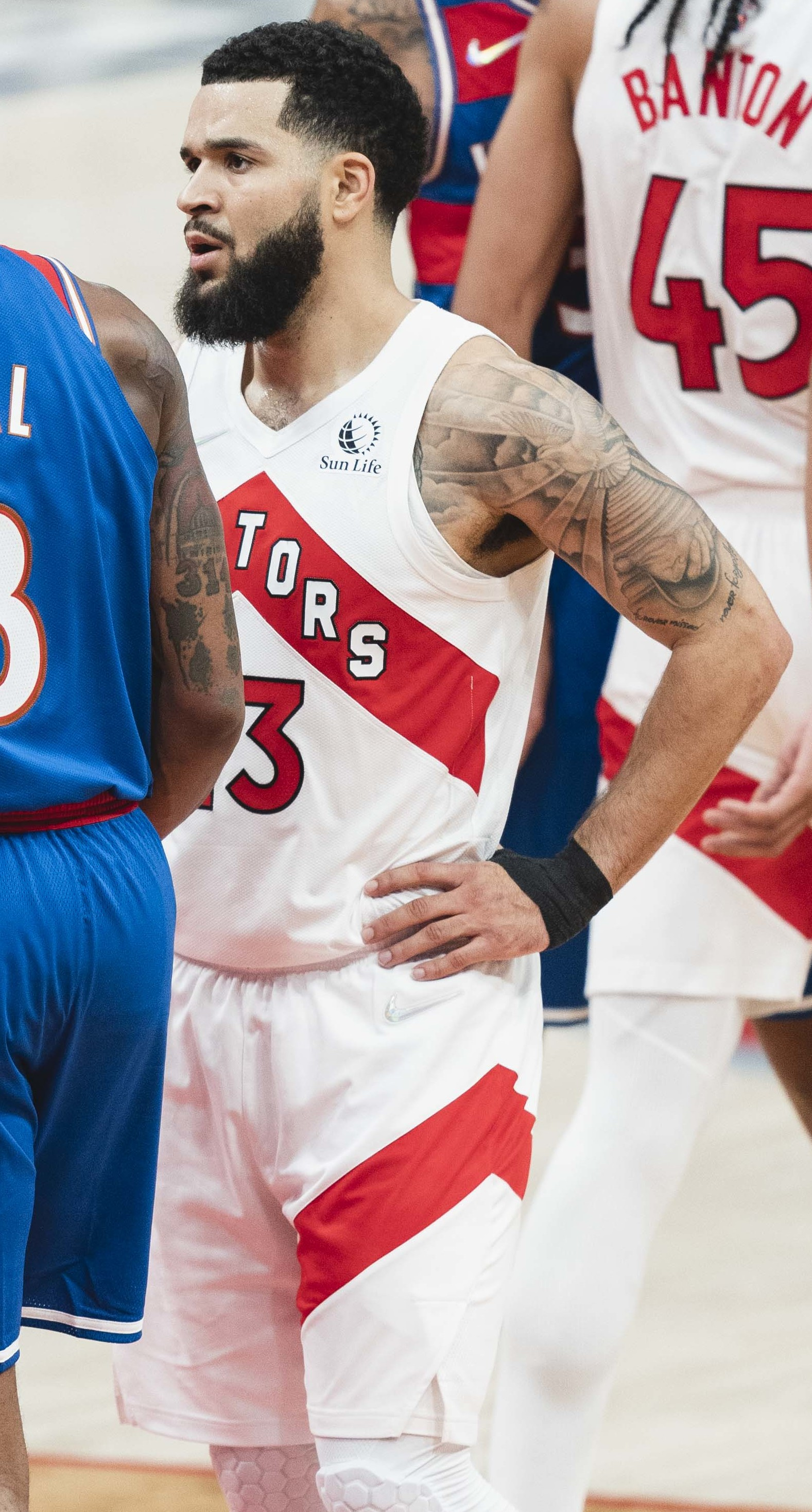
VanVleet ai Toronto Raptors nel 2021

VanVleet, eleggibile per il Draft del 2016, non viene selezionato dopo aver declinato le offerte di due franchigie che in cambio di una scelta al secondo round lo avrebbero fatto giocare per i corrispettivi team della NBA Development League. Partecipa quindi alla NBA Summer League con i Toronto Raptors, firmando un contratto che avrebbe garantito l'apparizione ad almeno tre partite della lega estiva, con la speranza di partecipare al training camp della squadra. Il 18 luglio 2016 VanVleet firma con contratto multiannuale con la squadra canadese. Il 25 novembre 2017 mette a segno il suo record di punti (16) nella sconfitta contro i Pacers per 104 a 107, mentre il 29 novembre dello stesso anno mette a referto il suo record di assist (9).
La prima partita dei Raptors ai playoff del 2019 vede la vittoria degli Orlando Magic per 104-101 e Vanvleet segna 13 punti; da quel momento i Raptors non perderanno più contro i Magic siglando quattro vittorie di fila VanVleet mette a referto 9 punti, 2 rimbalzi, 4 assist in gara 4 e 7 punti e 10 assist nella gara che chiude la serie. Nelle semifinali di Conference contro i Philadelphia 76ers non segna molto (massimo 5 punti in gara 5) ma dà sempre il suo apporto alla squadra che riesce a vincere la serie grazie a un tiro di Kawhi Leonard sulla sirena. In finale la squadra canadese trova i Milwaukee Bucks del MVP Giannīs Antetokounmpo. Nelle prime 3 gare Vanvleet non segna molto, ma in gara-4 (durante la quale nasce il figlio, Fred Jr) si accende mettendo a referto 13 punti e 6 assist segnandone, poi 21 nella gara successiva e 14 nella gara in cui i Raptors terminano la serie vincendo il titolo di Eastern Conference, il primo per la squadra di Toronto. Alle finali incontrano i Golden State Warriors: VanVleet segna 15 punti nella prima gara e 17 nella seconda. Nella terza partita sigla 11 punti e 8 con 4 rimbalzi e 6 assist nella quarta. In gara cinque realizza 11 punti, mentre nella sfida più importante, quella che regalerà il primo titolo ai Toronto Raptors, ne segna 22.
Il suo career high in NBA è di 54 punti, messi a referto il 2 febbraio 2021 contro gli Orlando Magic.
Nel febbraio 2022 partecipa, da riserva, all'All-Star Game, diventando il quinto undrafted a riuscirci nella storia dell'NBA.

#### Houston Rockets (2023-)
Il 30 giugno 2023 firma un contratto triennale con gli Houston Rockets.
Dopo una prima stagione in cui la squadra non riesce a centrare la post-season, nella National Basketball Association 2024-2025 conquistano il secondo posto nella NBA Western Conference, dietro solo agli Oklahoma City Thunder, che vinceranno successivamente il titolo. Perdono al primo round contro i Golden State Warriors dopo 7 gare.
Il 13 luglio 2025 viene scelto come Presidente della National Basketball Players Association, sostituendo il Presidente uscente C.J. McCollum.

## Statistiche
| † | Denota una stagione in cui ha vinto il titolo |

### NCAA
| Anno      | Squadra      | PG  | PT  | MP   | TC%  | 3P%  | TL%  | RP  | AP  | PRP | SP  | PP   |
| --------- | ------------ | --- | --- | ---- | ---- | ---- | ---- | --- | --- | --- | --- | ---- |
| 2012-2013 | WSU Shockers | 39  | 1   | 16,2 | 38,6 | 40,8 | 72,5 | 1,8 | 2,3 | 0,9 | 0,1 | 4,3  |
| 2013-2014 | WSU Shockers | 36  | 36  | 31,7 | 48,4 | 41,8 | 83,0 | 3,9 | 5,4 | 1,9 | 0,1 | 11,6 |
| 2014-2015 | WSU Shockers | 35  | 35  | 31,5 | 43,0 | 35,7 | 79,6 | 4,5 | 5,2 | 1,9 | 0,1 | 13,6 |
| 2015-2016 | WSU Shockers | 31  | 31  | 29,0 | 39,0 | 38,1 | 81,7 | 3,2 | 5,5 | 1,8 | 0,1 | 12,2 |
| Carriera  | Carriera     | 141 | 103 | 26,8 | 42,6 | 38,6 | 80,5 | 3,3 | 4,5 | 1,6 | 0,1 | 10,2 |

#### Massimi in carriera
- Massimo di punti: 32 vs Evansville (31 gennaio 2016)[12]
- Massimo di rimbalzi: 12 vs Southern Illinois - Carbondale (9 gennaio 2016)
- Massimo di assist: 11 (2 volte)
- Massimo di palle rubate: 7 vs New Mexico State (14 gennaio 2014)
- Massimo di stoppate: 1 (13 volte)
- Massimo di minuti giocati: 43 vs Missouri State (11 gennaio 2014)

### NBA

#### Regular season
| Anno       | Squadra         | PG  | PT  | MP   | TC%  | 3P%  | TL%  | RP  | AP  | PRP | SP  | PP   |
| ---------- | --------------- | --- | --- | ---- | ---- | ---- | ---- | --- | --- | --- | --- | ---- |
| 2016-2017  | Toronto Raptors | 37  | 0   | 7,9  | 35,1 | 37,9 | 81,8 | 1,1 | 0,9 | 0,4 | 0,1 | 2,9  |
| 2017-2018  | Toronto Raptors | 76  | 0   | 20,0 | 42,6 | 41,4 | 83,2 | 2,4 | 3,2 | 0,9 | 0,3 | 8,6  |
| 2018-2019† | Toronto Raptors | 64  | 28  | 27,5 | 41,0 | 37,8 | 84,3 | 2,6 | 4,8 | 0,9 | 0,3 | 11,0 |
| 2019-2020  | Toronto Raptors | 54  | 54  | 35,7 | 41,3 | 39,0 | 84,8 | 3,8 | 6,6 | 1,9 | 0,3 | 17,6 |
| 2020-2021  | Toronto Raptors | 52  | 52  | 36,5 | 38,9 | 36,6 | 88,5 | 4,2 | 6,3 | 1,7 | 0,7 | 19,6 |
| 2021-2022  | Toronto Raptors | 65  | 65  | 37,9 | 40,3 | 37,7 | 87,4 | 4,4 | 6,7 | 1,7 | 0,5 | 20,3 |
| 2022-2023  | Toronto Raptors | 69  | 69  | 36,7 | 39,3 | 34,2 | 89,8 | 4,1 | 7,2 | 1,8 | 0,6 | 19,3 |
| 2023-2024  | Houston Rockets | 73  | 73  | 36,8 | 41,6 | 38,7 | 86,0 | 3,8 | 8,1 | 1,4 | 0,8 | 17,4 |
| 2024-2025  | Houston Rockets | 60  | 60  | 35,2 | 37,8 | 34,5 | 81,0 | 3,7 | 5,6 | 1,6 | 0,4 | 14,1 |
| Carriera   | Carriera        | 550 | 401 | 31,3 | 40,1 | 37,1 | 86,2 | 3,4 | 5,7 | 1,4 | 0,5 | 14,9 |

#### Play-off
| Anno     | Squadra         | PG | PT | MP   | TC%  | 3P%  | TL%  | RP  | AP  | PRP | SP  | PP   |
| -------- | --------------- | -- | -- | ---- | ---- | ---- | ---- | --- | --- | --- | --- | ---- |
| 2017     | Toronto Raptors | 7  | 0  | 4,1  | 66,7 | 40,0 | -    | 0,1 | 0,6 | 0,1 | 0,0 | 2,0  |
| 2018     | Toronto Raptors | 6  | 1  | 19,0 | 33,3 | 28,6 | 87,5 | 1,7 | 2,2 | 0,0 | 0,0 | 6,8  |
| 2019†    | Toronto Raptors | 24 | 0  | 24,7 | 39,2 | 38,8 | 77,4 | 1,8 | 2,6 | 0,8 | 0,3 | 8,0  |
| 2020     | Toronto Raptors | 11 | 11 | 39,1 | 40,0 | 39,1 | 84,0 | 4,4 | 6,9 | 1,6 | 0,6 | 19,6 |
| 2022     | Toronto Raptors | 4  | 4  | 35,0 | 35,2 | 33,3 | 83,3 | 3,0 | 6,3 | 1,8 | 1,0 | 13,8 |
| 2025     | Houston Rockets | 7  | 7  | 40,0 | 43,0 | 43,5 | 100  | 4,1 | 4,4 | 1,0 | 0,3 | 18,7 |
| Carriera | Carriera        | 59 | 23 | 26,9 | 39,7 | 38,3 | 86,2 | 2,4 | 3,6 | 0,9 | 0,3 | 11,0 |

#### Massimi in carriera
- Massimo di punti: 54 vs Orlando Magic (2 febbraio 2021)[13]
- Massimo di rimbalzi: 12 vs Utah Jazz (1º febbraio 2023)
- Massimo di assist: 20 vs Charlotte Hornets (2 aprile 2023)
- Massimo di palle rubate: 7 vs Orlando Magic (29 novembre 2019)
- Massimo di stoppate: 6 vs Charlotte Hornets (26 gennaio 2024)
- Massimo di minuti giocati: 54 vs Miami Heat (29 gennaio 2022)

### G League
| Anno       | Squadra     | PG | PT | MP   | TC%  | 3P%  | TL%  | RP  | AP  | PRP | SP  | PP   |
| ---------- | ----------- | -- | -- | ---- | ---- | ---- | ---- | --- | --- | --- | --- | ---- |
| 2016-2017† | Raptors 905 | 16 | 16 | 32,4 | 40,6 | 40,7 | 84,3 | 3,4 | 7,6 | 1,4 | 0,1 | 16,9 |
| Carriera   | Carriera    | 16 | 16 | 32,4 | 40,6 | 40,7 | 84,3 | 3,4 | 7,6 | 1,4 | 0,1 | 16,9 |

## Stipendio
| Stagione  | Squadra         | Salario     |
| --------- | --------------- | ----------- |
| 2016-2017 | Toronto Raptors | $543,471    |
| 2017-2018 | Toronto Raptors | $1,312,611  |
| 2018-2019 | Toronto Raptors | $8,653,84   |
| 2019-2020 | Toronto Raptors | $9,000,000  |
| 2020-2021 | Toronto Raptors | $21,250,000 |
| 2021-2022 | Toronto Raptors | $21,250,000 |
| 2022-2023 | Toronto Raptors | $21,250,000 |

## Palmarès
- Campione NBA D-League (2017)
- Campionato NBA: 1

Toronto Raptors: 2019
- Convocazioni all'NBA All-Star Game: 2022